# Samorostlík evropský
Samorostlík evropský neboli ploštičník evropský (Actaea europaea, syn. Cimicifuga europaea) je druh rostliny z čeledi pryskyřníkovité (Ranunculaceae).

## Popis
Jedná se o zapáchající vytrvalou rostlinu dorůstající nejčastěji výšky 80–200 cm s krátkým silným oddenkem. Lodyha přímá, zpravidla lysá, řidčeji trochu chlupatá a žláznatá. Listy jsou řapíkaté, horní krátce řapíkaté až přisedlé, zvláště dolní listy jsou velké, 2x–3x zpeřené, lístky jsou na okraji pilovité, zvláště koncové pak trojklané. Květy jsou v květenství, v bohatém terminálním větveném hroznu, květy jsou malé, krátce stopkaté. Kališních lístků je 5 (řidčeji 3–4), jsou zelenavé, podlouhle vejčité až podlouhlé, asi 3–4 mm dlouhé a 2–2,5 mm široké, brzy opadávají. Korunních lístky jsou 4 (řidčeji 3–5), jsou zelenavé, nálevkovité, na spodu s nektariem. Kvete v červenci až srpnu. Tyčinek je nejčastěji 15–20, jsou delší než kališní a korunní lístky. Gyneceum je apokarpní, pestíků je několik. Plodem je měchýřek, na vrcholu zakončený krátkým zahnutým zobánkem. Měchýřky jsou v souplodí. Počet chromozomů je 2n=16.

## Rozšíření
Samorostlík evropský roste přirozeně ve střední až východní Evropě, zhruba od České republiky po střední Ukrajinu. V Asii je nahrazen příbuzným druhem Cimicifuga foetida. V České republice roste jen na několika málo lokalitách, hlavně na Znojemsku, v Moravském krasu, v okolí Moravské Třebové a poblíž Bouzova. Proto je veden jako kriticky ohrožený druh flóry ČR.